# Woods (Oregon)
Woods az Amerikai Egyesült Államok északnyugati részén, Oregon állam Tillamook megyéjében, a U.S. Route 101 közelében elhelyezkedő önkormányzat nélküli település.
Névadója Joseph Woods telepes; az elnevezést az 1886 és 1935 között működő posta első vezetője, William Booth javasolta.

## Fordítás
- Ez a szócikk részben vagy egészben  a   Woods, Oregon című angol Wikipédia-szócikk ezen változatának fordításán alapul.  Az eredeti cikk szerkesztőit annak laptörténete sorolja fel. Ez a jelzés csupán a megfogalmazás eredetét és a szerzői jogokat jelzi, nem szolgál a cikkben szereplő információk forrásmegjelöléseként.